# ヘルダー条件
数学において、d 次元ユークリッド空間上の実あるいは複素数値函数 f がヘルダー条件（ヘルダーじょうけん、英: Hölder condition）を満たす、あるいはヘルダー連続であるとは、f の定義域内のすべての点 x と y に対して次の不等式を満たす非負の実定数 C, α が存在することを言う。
{\displaystyle |f(x)-f(y)|\leq C\|x-y\|^{\alpha }.}
より一般に、この条件は任意の二つの距離空間の間の函数に対して考えることが出来る。このような数 α はヘルダー条件の指数と呼ばれる。α = 1 の場合はリプシッツ条件を意味し、α = 0 の場合は単純に函数が有界であることを意味する。この条件の名は、オットー・ヘルダーにちなむ。
実数直線のコンパクトな部分集合上の函数に対して、0 < α ≤ 1 のときは、次の包含関係が成り立つ。
連続的微分可能 ⊆リプシッツ連続 ⊆ α ヘルダー連続 ⊆ 一様連続 ⊆ 連続

## ヘルダー空間
ヘルダー条件を満たす函数からなるヘルダー空間は、偏微分方程式の解法に関連して函数解析学の分野や、力学系の分野において基本的な概念である。あるユークリッド空間の開部分集合 Ω と非負の整数 k ≥ 0 に対するヘルダー空間 Ck,α(Ω) は、Ω 上高々 k 階までの連続な導函数を持ち、k 階偏導函数が 0 < α ≤ 1 を満たす指数 α に対してヘルダー連続であるような函数からなる。この空間は局所凸位相線型空間である。ヘルダー係数
{\displaystyle |f|_{C^{0,\alpha }}=\sup _{x\neq y\in \Omega }{\frac {|f(x)-f(y)|}{|x-y|^{\alpha }}},}
が有限であるなら、函数 f は「Ω において指数 α で一様ヘルダー連続」と言われる。この場合、ヘルダー係数は半ノルムを与える。ヘルダー係数が単純に Ω のコンパクトな部分集合上で有界であるだけなら、函数 f は「Ω において指数 α で局所ヘルダー連続」と言われる。
函数 f と、その高々 k 階までの導函数が Ω の閉包上で有界であるなら、ヘルダー空間 {\displaystyle C^{k,\alpha }({\overline {\Omega }})} には次のノルムが与えられる。
{\displaystyle \|f\|_{C^{k,\alpha }}=\|f\|_{C^{k}}+\max _{|\beta |=k}\left|D^{\beta }f\right|_{C^{0,\alpha }}}
ここで β は多重指数について変化し、
{\displaystyle \|f\|_{C^{k}}=\max _{|\beta |\leq k}\sup _{x\in \Omega }\left|D^{\beta }f(x)\right|}
である。これらのノルムと半ノルムは単純に {\displaystyle |f|_{0,\alpha }} と {\displaystyle \|f\|_{k,\alpha }}、あるいは f の定義域への依存性を強調するために {\displaystyle |f|_{0,\alpha ,\Omega }\;} と {\displaystyle \|f\|_{k,\alpha ,\Omega }} のように表記される。Ω が開かつ有界であるなら、{\displaystyle C^{k,\alpha }({\overline {\Omega }})} はノルム {\displaystyle \|\cdot \|_{C^{k,\alpha }}} に関してバナッハ空間となる。

## ヘルダー空間のコンパクトな埋め込み
Ω をあるユークリッド空間（あるいはより一般に、全有界な距離空間）の有界部分集合とし、0 < α < β ≤ 1 を二つのヘルダー指数とする。このとき、対応するヘルダー空間には次の明らかな包含が存在する：
{\displaystyle C^{0,\beta }(\Omega )\to C^{0,\alpha }(\Omega ).}
ヘルダーノルムの定義より、C0,β(Ω) 内のすべての f に対して、不等式
{\displaystyle |f|_{0,\alpha ,\Omega }\leq \mathrm {diam} (\Omega )^{\beta -\alpha }|f|_{0,\beta ,\Omega }}
が成り立つため、この包含は連続である。さらにこの包含は、‖ · ‖0,β ノルムにおける有界集合が ‖ · ‖0,α ノルムにおいて相対コンパクトであるという意味で、コンパクトである。これはアスコリ＝アルツェラの定理の直接的な帰結である。実際、(un) を C0,β(Ω) 内のある有界列とすると、アスコリ＝アルツェラの定理より、一般性を失うことなく一様収束 un → u と u = 0 を仮定できる。すると、
{\displaystyle {\frac {|u_{n}(x)-u_{n}(y)|}{|x-y|^{\alpha }}}\leq \left({\frac {|u_{n}(x)-u_{n}(y)|}{|x-y|^{\beta }}}\right)^{\alpha /\beta }|u_{n}(x)-u_{n}(y)|^{1-\alpha /\beta }\leq |u_{n}|_{0,\beta }^{\beta /\alpha }\,\left(2\|u_{n}\|_{\infty }\right)^{1-\alpha /\beta }=o(1)}
であるために、
{\displaystyle |u_{n}-u|_{0,\alpha }=|u_{n}|_{0,\alpha }\to 0}
が成り立つ。

## 例
- 0 < α ≤ β ≤ 1 なら、有界集合 Ω 上のすべての {\displaystyle C^{0,\beta }({\overline {\Omega }})} ヘルダー連続な函数は、{\displaystyle C^{0,\alpha }({\overline {\Omega }})} ヘルダー連続でもある。これは β = 1 の場合も含むため、有界集合上のすべてのリプシッツ連続な函数は C0,α ヘルダー連続でもある。

- [0, 1] 上で定義される函数 f(x) = xβ（β ≤ 1）は、0 < α ≤ β に対して C0,α ヘルダー連続であるが、α > β に対してはそのようにならない典型的な例である。また、同様の函数 f を {\displaystyle [0,\infty )} 上に定義すると、それは α = β の場合のみ C0,α ヘルダー連続となる。

- α > 1 に対し、[0, 1]（あるいは任意区間）上の任意の α–ヘルダー連続函数は定数である。

- 任意の α に対して α–ヘルダー連続でないような一様連続函数も存在する。例えば、[0, 1/2] 上では f(0) = 0 で定義され、その他では f(x) = 1/log(x) で定義される函数は連続であり、ハイネ・カントールの定理によって一様連続となる。しかしその函数はどの位数のヘルダー条件も満たさない。

- カントール函数は α ≤ log(2)/log(3) に対してヘルダー連続であるが、それより大きいものに対してはそのようにならない。前者の場合、定義における不等式は定数 C := 2 に対して成立する。

- [0, 1] から正方形 [0, 1]2 の上へのペアノ曲線は、1/2–ヘルダー連続であるように構成することが出来る。α > 1/2 の場合、単位区間からその正方形への α– ヘルダー連続函数の像は、正方形全体を埋めることはない。

- ブラウン運動のサンプルパスは、すべての α < 1/2 に対してほとんど確実に至る所、局所 α-ヘルダー連続である。

- 局所可積分で、その積分が適切な成長条件を満たす函数はヘルダー連続である。例えば、

{\displaystyle u_{x,r}={\frac {1}{|B_{r}|}}\int _{B_{r}(x)}u(y)dy}
とし、u が
{\displaystyle \int _{B_{r}(x)}|u(y)-u_{x,r}|^{2}dy\leq Cr^{n+2\alpha }}
を満たすなら、u は指数 α のヘルダー連続である。
- 距離に関してある固定された割合で振動が減衰する函数は、その減衰率によって決定される指数に関してヘルダー連続である。例えば、ある函数 u(x) に対し、

{\displaystyle w(u,x_{0},r)=\sup _{B_{r}(x_{0})}u-\inf _{B_{r}(x_{0})}u}
が、0 < λ < 1 を満たす固定された λ と、十分小さな任意の r に対して
{\displaystyle w(u,x_{0},{\tfrac {r}{2}})\leq \lambda w(u,x_{0},r)}
を満たすなら、u はヘルダー連続である。
- ソボレフ空間の指数が空間次元よりも低い場合、モレーの不等式によってソボレフ空間の函数は適切なヘルダー空間に埋め込まれる。正確には、n < p ≤ ∞ であるなら p と n にのみ依存する定数 C が存在し、すべての u ∈ C1(Rn) ∩ Lp(Rn) に対して

{\displaystyle \|u\|_{C^{0,\gamma }(\mathbf {R} ^{n})}\leq C\|u\|_{W^{1,p}(\mathbf {R} ^{n})}}
が成立する。ここで γ = 1 − (n/p) である。したがって、u ∈ W1, p(Rn) であるなら、必要に応じて測度 0 の集合上で再定義された後、u は実際に指数 γ のヘルダー連続となる。

## 性質
- α > 1/2 に対し、α–ヘルダー連続な弧によって連結される無限次元ヒルベルト空間 H の閉加法的部分群は、線型部分群である。1/2–ヘルダー連続な弧によって連結される H の閉加法的部分群には、線型部分群でないものもある。その一例として、ヒルベルト空間 L2(R, R) の加法的部分群 L2(R, Z) がある。

- 距離空間 X 上の任意の α–ヘルダー連続函数 f は、k-リプシッツな函数 fk の函数列 (fk) に対して、次を満たす意味でリプシッツ近似を許すものである：

{\displaystyle \|f-f_{k}\|_{\infty ,X}=O\left(k^{-{\frac {\alpha }{1-\alpha }}}\right).}
逆に、そのようなリプシッツ函数の列 (fk) は、ある α–ヘルダー連続な一様極限に収束する。
- ノルム空間 E の部分集合 X 上の任意の α–ヘルダー函数 f は、全空間への一様連続拡張を許す。そのような拡張は同じ定数 C と同じ指数 α に関してヘルダー連続である。そのような拡張の内、最も大きいものは次である：

{\displaystyle f^{*}(x):=\inf _{y\in X}\left\{f(y)+C|x-y|^{\alpha }\right\}.}
- 任意の α–ヘルダー函数 f の像のハウスドルフ次元は、高々 1/α である。